# كلية العناية الطبية

شعار كلية العناية الطبية.

كلية العناية الطبية هي إحدى الكليات الصحية الأهلية في السعودية والتي تمنح درجة البكالوريوس في تخصصات العلوم الصحية, وتطبق جميع الأنظمة واللوائح الخاصة بالكليات الأهلية والتي أقرتها ووزارة التعليم العالي بالسعودية.

## الرؤية والرسالة
رؤية الكلية تكمن في الريادة والتميز في مجال العلوم الطبية التطبيقية، وتعليم الرعاية الصحية والبحوث العلمية, أما رساتها هي الالتزام بتخريج كوادر مؤهلة لتقديم خدمات صحية متكاملة لتلبية احتياجات المجتمع من خلال برامج أكاديمية تعليمية واسعة النطاق، وتوفير بيئة متنوعة لإثراء المشاركات.

## مهام الكلية
- استيعاب العدد الكبير من الطلبة الراغبين في الالتحاق بالكلية
- إقامة جسور التعارف مع الكليات الصحية الأخرى.
- تدريب الطلاب في المستشفيات الحكومية والأهلية الأخرى لتخريج كوادر مؤهلة في جميع التخصصات الصحية .
- تبادل الخبرات مع الكليات الصحية الأخرى.
- المشاركة الفعالة في دفع حركة البحث العلمي .
- الاهتمام بإعداد وتعليم برامج التثقيف الصحي لأفراد المجتمع.

## أهداف الكلية
- تهيئة البيئة التعليمية المناسبة للطلبة
- تشجع الطلبة على روح التسامح وطلب العلم .
- إعداد خريجين مساهمين في نهضة الدولة علميا وعمليا.

## الأقسام العلمية
1. العلوم الطبية الأساسية
2. التكنولوجيا الطبية الحيوية
3. علوم المختبرات الإكلينيكية
4. رعاية صحة الأسنان
5. الطوارئ الطبية والعناية المركزة
6. تقنية الطب النووي
7. التمريض
8. العلوم الإشعاعية
9. العلاج التنفسي

## مرافق الكلية

### المكتبة
تحتوي الكلية على مكتبة التي توفر للطلاب الملتحقين بها الكتب والمراجع المتعلقة بالعلوم لجميع الطلاب في مختلف التخصصات للاستفادة منها. ويمكن للطلاب جمع المعلومات التي يحتاجون إليها في بحوثهم العلمية.